# Biggles
James Bigglesworth, známý pod přezdívkou „Biggles“, je hlavní postavou série knih z leteckého prostředí první i druhé světové války od spisovatele W. E. Johnse.
První příběh o Bigglesovi „The White Fokker“ vyšel ve Spojeném království v roce 1932, první kniha The Camels are Coming vyšla ještě téhož roku.
První překlad do češtiny vyšel v nakladatelství Toužimský a Moravec v roce 1938.

## Postavy
- James Bigglesworth (* květen 1899) – hlavní hrdina, pilot, dobrodruh a později letecký policista
- Algernon Montgomery Lacey zvaný Algy – Bigglesův bratranec, objevuje se poprvé v knize Biggles od velbloudích stíhaček a v téměř všech knihách
- Ginger Hebblethwaite zvaný Ginger nebo Zrzek (* 1919) (v knize Biggles a bitva o Británii nesprávně přeložen jako Rudý) – společný chráněnec Bigglese a Algyho, poprvé se objevuje jako patnáctiletý v knize Biggles: modré nebezpečí
- Bertram "Bertie" Lissie – šlechtic, poprvé se objevuje v knize Biggles a bitva o Británii
- Erich von Stalhein – hlavní záporná postava v mnoha knihách
- plukovník Raymond – pracuje v tajných službách, v období po druhé světové válce Bigglesův nadřízený
- inspektor Gaskin
- Smyth – Bigglesův mechanik
- Dickpa – Bigglesův strýc Dick, vědec a cestovatel, objevuje se v několika prvních knihách.
- Wilks – Bigglesův kamarád z jiné letky v období obou světových válek. Vyskytuje se i v několika dalších knihách z meziválečného i poválečného období.

### 666. letka
Za druhé světové války Biggles velel 666. letce, ve které se sešli letci, kteří byli dobří piloti, ale měli problémy s vojenskou kázní. S touto letkou Biggles působil v jednotlivých operacích i v Africe a Asii. V této letce se objevuje poprvé i Bertie.
- Biggles – velitel letky
- Algy – velitel jedné skupiny
- Bertie – velitel jedné skupiny
- Ginger
- George "Ferocity" Ferris
- Tex O'Harra
- Tug Carrington – vyskytl se i v poválečných příbězích
- Angus Mackail – vyskytl se i v poválečných příbězích
- Henry Harcourt
- Tafy Hughes

Dále se zde objeví epizodní letci Cuthbert Mooney a 'Nutty' Armand
Další postavy jsou spíše epizodní, i když některé z nich se objevují ve více knihách

## Seznam knih
Autor velkou část z Bigglesových příběhů vydával nejprve v časopise Modern Boy a teprve později vyšly knižně. Některé z povídkových knih vyšly ve více vydáních pod různými názvy, proto se počet knih o Bigglesovi uvádí mezi 84-101. Se započítáním povídek jde celkem o 274 příběhů.
V češtině vyšlo celkem 94 knih (seřazeno podle abecedy)
- Biggles – Bermudský trojúhelník
- Biggles – Bouře nad Německem
- Biggles – Černá maska
- Biggles – Létající detektiv
- Biggles – Policejní hlídka
- Biggles – Průzkumný let
- Biggles – Tajemný vetřelec
- Biggles – Zapomenuté příběhy
- Biggles a arabská nafta
- Biggles a berlínská mise
- Biggles a bitva o Anglii
- Biggles a černý slon
- Biggles a čínská puzzle
- Biggles a Himálaja
- Biggles a hrob krále pouště
- Biggles a jeskyně tisíce Buddhů
- Biggles a kajícný zloděj
- Biggles a leopardí muži
- Biggles: Modré nebezpečí
- Biggles a modrý měsíc
- Biggles a muž, který zmizel
- Biggles a nefritový bůh
- Biggles a podivná válka
- Biggles a poklad Madagaskaru
- Biggles a poklad Ophiru
- Biggles a ponorka U-517
- Biggles a potopená loď
- Biggles a rudá hvězda
- Biggles a tajná základna
- Biggles a teroristé
- Biggles a temně modré moře
- Biggles a unesený chlapec
- Biggles a výbuch v Marapangu
- Biggles a záhada uloupeného zlata
- Biggles a zlaté dublony
- Biggles a zmizelé letadlo
- Biggles a ztracené rubíny
- Biggles brání poušť
- Biggles: Černý kondor
- Biggles hledá šampiona
- Biggles chystá past
- Biggles jde do války
- Biggles letí do Nepálu
- Biggles letí kolem světa
- Biggles letí na jih
- Biggles letí na sever
- Biggles letí se smrtí
- Biggles má prázdniny
- Biggles mezi bojovými starty
- Biggles mužem zákona
- Biggles na Borneu
- Biggles na domácí frontě
- Biggles na ostrově pašeráků
- Biggles na stopě
- Biggles na vlastní pěst
- Biggles nad Ohňovou zemí
- Biggles: Návrat velbloudích stíhaček
- Biggles od 266. letky
- Biggles od velbloudích stíhaček
- Biggles padl do pasti
- Biggles pátrá v minulosti
- Biggles proti drogové mafii
- Biggles proti kamikaze (v Orientě)
- Biggles přebírá velení
- Biggles před prvním vzletem
- Biggles se vyznamenává
- Biggles tápe ve tmě
- Biggles v Africe
- Biggles v Antarktidě
- Biggles v Austrálii
- Biggles v boji s bílou smrtí
- Biggles v džungli
- Biggles v Indii
- Biggles v jícnu sopky
- Biggles v jižních mořích
- Biggles v Mexiku
- Biggles v podsvětí
- Biggles v zemi Mauglího
- Biggles ve službách Scotland Yardu
- Biggles ve Španělsku
- Biggles vidí příliš mnoho
- Biggles vyšetřuje
- Biggles vzdoruje hákovému kříži
- Biggles vzdušný komodor
- Biggles za železnou oponou
- Biggles ztrácí klid
- Bigglesova finská válka
- Bigglesova letecká společnost
- Bigglesovo drama v Čechách
- Bigglesův křest ohněm
- Bigglesův malajský případ
- Bigglesův úhlavní nepřítel
- Bigglesův velký lov
- Inspektor Biggles zasahuje
- Orchideje pro Bigglese

## Chronologie
První kniha vydaná v roce 1932 pojednávala o první světové válce, druhá v pořadí se již odehrávala po válce. Později autor připsal další knihy z období první světové války a ještě později další dva prequely, v roce 1968 připsal autor dějově úplně první knihu. Celkově lze knihy rozdělit podle času, kdy se odehrávají, na pět období.
Předválečné
- Biggles v zemi Mauglího - Bigglesovo dětství v Indii
- Biggles - Před prvním vzletem - Biggles chodí v Anglii do školy

První světová válka
Celkově sedm knih, z toho čtyři povídkové. Vzhledem k výskytu různých postav, se nutně musí děje knih Biggles jde do války a Biggles - průzkumný let odehrávat někdy mezi povídkami o velbloudích stíhačkách.
- Bigglesův křest ohněm - povídky, Biggles se učí létat
- Biggles od 266. letky - povídky
- Biggles od velbloudích stíhaček - povídky, přichází Algy
- Biggles jde do války - v Palestině, Algy, von Stalhein
- Biggles - Průzkumný let
- Biggles: Návrat velbloudích stíhaček - povídky, konec války

Meziválečné období
Do této skupiny spadá 15 knih: hned druhá napsaná kniha Biggles: Černý kondor, následuje série povídek Biggles letí kolem světa a kniha Biggles: Modré nebezpečí, kde se poprvé objeví Ginger. U dalších knih lze předpokládat pořadí dle napsání. Výjimkou je povídková kniha Biggles mezi bojovými starty, kde Ginger během války vypráví kamarádům příhody s doktorem Duckem z meziválečného období.
Druhá světová válka
Do této skupiny spadá minimálně 8 knih. Tři z nich jsou vázány na konkrétní události začátku války:
- Biggles ve Španělsku - za španělské občanské války
- Bigglesova finská válka - začátek roku 1940
- Biggles vzdoruje hákovému kříži - začátek roku 1940
- Biggles a podivná válka - v začátku války
- Biggles a bitva o Anglii - povídky, představení 666. letky, příchod Bertieho
- Biggles brání poušť, Biggles na Borneu, Biggles v Orientě proti kamikadze a Bigglesův malajský případ - 666 letka
- Biggles padl do pasti - někdy v průběhu války, je zde již Bertie

Poválečné období
Biggles s kamarády pracují u letecké policie, ale v některých knihách pracují na vlastní pěst. Pořadí děje 62 knih pravděpodobně odpovídá pořadí vydání, z toho devět knih je povídkových.